# Лісогор Катерина Іванівна
Лісогор Катерина Іванівна (*20 жовтня 1920-+2006) — український педагог, заслужений учитель УРСР.

## Біографія
Народилася 26 жовтня 1920 року на Чернігівщині. Закінчила Чернігівський педінститут. У 1944 році за направленням Міністерства освіти України приїхала на Буковину. Працювала директором школи у с. Гвіздівці Сокирянського району Чернівецької області, завідувачкою методкабінету районного відділу освіти, учителем Сокирянської СШ № 1. Померла у 2006 році.

## Нагороди, відзнаки
- Знак «Відмінник народної освіти» (1963).
- Грамота Президії Верховної Ради УРСР (1965).
- Орден Леніна (1966).
- Заслужений вчитель УРСР (1969).
- Почесний житель м. Сокиряни (1989).

## Джерело
- Почесні громадяни Сокирян[недоступне посилання з липня 2019]